# Granice (Pasmo Lubomira i Łysiny)
Granice (575 m) – przełęcz w grzbiecie głównym Pasma Lubomira i Łysiny. Według Jerzego Kondrackiego pasmo to należy do Beskidu Wyspowego. Na niektórych mapach czasami zaliczane jest do Beskidu Makowskiego. Przełęcz Granice znajduje się w tym paśmie pomiędzy wzniesieniami Łysina (891 m) i Działek (622 m).
Granice to niewybitna, szeroka i rozległa przełęcz. Jej północne stoki opadają do miejscowości Poręba i z miejscowości tej prowadzi na przełęcz droga. Stoki południowe opadają do doliny Krzywianki (miejscowość Pcim). Przez przełęcz przebiega granica między tymi miejscowościami. Rejon przełęczy jest bezleśny, trawiasty. Dzięki temu jest dobrym punktem widokowym. Na przełęczy znajduje się skrzyżowanie szlaków turystycznych.

## Szlaki turystyczne
(Mały Szlak Beskidzki): Myślenice – Zarabie – Uklejna – Działek – Granice – schronisko PTTK na Kudłaczach – Łysina – Lubomir – Kasina Wielka
 Zarabie – Chełm – Wierch Stróża – Działek – przełęcz Granice – Poręba